# Eddy Vanhaerens
Eddy Vanhaerens (* 23. Februar 1954 in Torhout) ist ein ehemaliger belgischer Radrennfahrer, welcher von 1977 bis 1988 Profi war. Seine größten Erfolge waren zwei Etappensiege bei der Vuelta a España 1982.

## Sportliche Laufbahn
Nachdem er 1977 Profi beim Team Ebo-Superia wurde, konnte er zweite Plätze beim Schaal Sels Merksem, beim Omloop van het Houtland Lichtervelde und beim Omloop van de Vlaamse Scheldeboorden erreichen. Im folgenden Jahr erwirkte er nur Platz 3 beim GP du Tournaisis sowie achte Plätze beim Grote Prijs Stad Vilvoorde und beim De Kustpijl. 1979 konnte er keine nennenswerte Ergebnisse vorweisen und so konnte er 1980 neben seinem ersten Sieg auch Platz 3 bei Paris-Tours und den Erfolg im Grand Prix de Hannut vorweisen. 1981 konnte er neben dem vierten Platz beim Kampioenschap van Vlaanderen, siebte Plätze bei der Ronde van Limburg und Dwars door België sowie achte Plätze bei Brüssel-Ingooigem und Gent–Wevelgem erzielen. Sein erfolgreichstes Jahr hatte Vanhaerens 1982. Wo er bei der Vuelta a España neben zwei Etappensiegen auch dreimal Etappenzweiter und Zweiter bei Gent–Wevelgem und Dritter bei Dwars door Vlaanderen wurde. 1983 konnte er neben den Siegen noch den dritten Platz bei Omloop van het Houtland Lichtervelde, Platz 4 beim Nationale Sluitingsprijs und Platz 5 beim Grote Prijs Raymond Impanis erwirken. 1984 konnte neben den beiden Siegen nur noch Platz 3 bei Circuit des Frontières vorweisen. 1985 konnte Vanhaerens neben den beiden Siegen Platz 3 beim Nationale Sluitingsprijs und Platz 9 bei Le Samyn erreichen. 1986 belegte er Platz 2 bei Omloop Schelde-Durme, Platz 3 bei Brüssel-Ingooigem und jeweils Platz 9 beim GP Raymond Impanis und beim De Kustpijl. 1987 und 1988 konnte er keine nennenswerte Ergebnisse mehr vorweisen außer Platz 4 beim Kampioenschap van Vlaanderen 1988. Nach der Saison 1988 beendete er seine Karriere.

## Erfolge
1979
- Grote Prijs Raf Jonckheere

1980
- eine Etappe Vier Tage von Dünkirchen

1982
- zwei Etappen Vuelta a España
- drei Etappen Aragon-Rundfahrt
- eine Etappe Niederlande-Rundfahrt
- Grand Prix de Denain
- Omloop van het Houtland Lichtervelde

1983
- zwei Etappen und Punktewertung Aragon-Rundfahrt
- Grote Prijs Raf Jonckheere

1984
- eine Etappe Katalonien-Rundfahrt
- Grote Prijs Raf Jonckheere

1985
- Kampioenschap van Vlaanderen
- Brüssel-Ingooigem

1986
- eine Etappe Dänemark-Rundfahrt